# Софроновский
Софроновский (после 1917 — Сафроновский; также — Сафроновская слобода; разг. — Сафроновка) — исторический починок у Сафроновской пристани, на склоне Сафроновской горы, с 1930-х вошедший в состав города Уфы.
В конце XIX — начале XX века, вместе с Северной слободой, являлся самой северной частью города. Ныне территория Советского района —  Белебеевская, Бирская, Златоустовская, Мензелинская, Речная и Стерлитамакская улицы.

## География
Находился возле Сафроновской (Софроновской) пристани, на склоне Сафроновской горы к берегу реки Белой. Возле слободы в овраге протекал Сафроновский (Гремучий) ручей. Восточная граница находилась около винокуренного завода купца В. И. Видинеева, где далее начиналась Восточная слобода.

## Топоним
Фиксировалась также под названием Северный.

## История
Основан в середине XIX века на территории Богородской волости Уфимского уезда. Формирование слободы началось в 1870-е, когда на Сафроновской горе возникло пять улиц ( Речная, Мензелинская, Златоустовская, Бирская, Стерлитамакская), нарушавшие общую уличную планировку Новой Уфы: они шли перпендикулярно реке Белой, отклоняясь от заданного улицами соседней Северной слободы направления, застройка которой велась по архитектурному плану В. Гесте.
Около 1860 основана Сафроновская пристань белебеевским первой гильдии купцом Ф. С. Софроновым, который, переселившись в Уфу, приобрёл у наследников купца Демидова особняк (Октябрьской революции, 57/1) и большой береговой участок на пристани на Оренбургской переправе. Он построил: пристань, лабазы и причал для грузовых судов — барок, а после строительства железной дороги в Уфе в 1888 — железнодорожную ветку, которая шла к пристани и причалу, позже именовавшейся также Сафроновской. Ему также принадлежал единственный на реке Белой буксирный пароход «Надежда».
С 1930-х в черте Уфы.

## Население
В 1896 в 3 дворах проживало 23 человека, в 1897 насчитывалось 20 дворов, в 1906 — 26 жителей (16 мужчин и 10 женщин) при 6 дворах; в 1920 — 45.

## Инфраструктура
Занимались жители перевозкой товара по реке Белой, и перевозом через Сафроновскую переправу.